# Суда, Пакизе
Пакизе Суда (тур. Pakize Suda, 23 апреля 1952, Измир — 21 декабря 2022, Фетхие, Мугла) — турецкая актриса, писательница и телеведущая.

## Биография
Отец Пакизе — журналист Орхан Суда, публиковавший троцкистские книги. Суда, которую в 17 лет выбрали красавицей Эгейского моря, родом из критских турок. Она выпускница Измирской средней школы для девочек. Программа «Путешествие к вкусу», которую она сделала на канале 1, в которой представила еду и культуры различных регионов, была перенесена в Habertürk, поскольку канал 1 должен был быть закрыт, и она представила программу под названием «Разговоры о Турции» на канале Habertürk. Затем она комментировала новостную повестку в программе «Поговорим обо всем» на TVem. Она вела колонку в газете Hürriyet четыре дня в неделю, но 27 декабря 2008 года ей пришлось бросить работу обозревателя из-за экономического кризиса.

## Смерть
Суда из-за болезни осталась в частном доме престарелых в районе Фетхие в Мугле. Она боролась с деменцией, никого не узнавала и не помнила из-за прогрессирования болезни. Она умерла 21 декабря 2022 года в возрасте 70 лет в результате тромба в мозгу в государственной больнице Фетхие, где она лечилась. Суда была похоронена на городском Новом кладбище в Мугле, что в районе Ментеше.